# Каур, Рупи
Рупи Каур (род. 4 октября 1992 года в Пенджабе, Индия) — канадская поэтесса, иллюстратор, фотограф и писательница индийского происхождения. Иммигрировала в Канаду в молодом возрасте со своей семьей. Она начала рассказывать стихи в 2009 году и стала известна в Instagram, в конечном итоге став одной из самых популярных «инста-поэтов» благодаря своим трем сборникам стихов.
В марте 2015 года в рамках своего университетского проекта по фотографии, Каур разместила в Instagram серию снимков, на которых запечатлена она сама с пятнами менструальной крови на одежде и простынях. Instagram удалил изображение, в ответ на что, Каур написала жалобу. В результате этого инцидента стихи Каур приобрели большую популярность, и её дебютный сборник «Milk and Honey» (2014 г.), который изначально был опубликован самостоятельно, был переиздан с коммерческим успехом.
Успех «Milk and Honey» заставил Рупи встревожиться, так как она испытывала трудности во время работы над продолжением: «The Sun and Her Flowers» (2017). После выхода сборника она столкнулась с выгоранием, но вскоре она от него избавилась. Желание не испытывать давления коммерческого успеха повлияло на её третий сборник «Домашнее тело» (2020) — частичный ответ на пандемию COVID-19. Работы Каур, считающиеся частью группы «Instapoetry», упрощены по своей природе и исследуют южноазиатскую идентичность, иммиграцию и женственность; её детство и личная жизнь служат источниками вдохновения. Линейные рисунки сопровождают её поэзию с суровыми сюжетами.
Её популярность сравнивали с популярностью поп-звезды, и ещё её хвалили за влияние на современную литературную сферу, хотя поэзия Каур была неоднозначно воспринята критиками и часто становилась предметом пародий; её преследовали обвинения в плагиате со стороны коллег по «Instapoets» и преследования со стороны интернет-троллей. Каур была включена в поздравительные списки по итогам года, составленные BBC и Elle; New Republic неоднозначно назвал её «писателем десятилетия».

## Ранний период жизни
Каур родилась в семье сикхов в Пенджабе, Индия, 5 октября 1992 года. В возрасте трех лет она вместе с родителями иммигрировала в Канаду, чтобы избежать преследования сикхов. Её отец уехал раньше из-за преступлений на почве ненависти к мужчинам-сикхам и не присутствовал при рождении Каур. Из-за финансовых трудностей он присылал вещи, необходимые для Каур и её воспитания. Она жила с родителями и тремя младшими братьями и сестрами в двухкомнатной квартире в подвале, где они спали на одной кровати. В конце концов её семья поселилась в Брамптоне, рядом с большой южноазиатской общиной и отцом Каур, который работал водителем грузовика.
Когда её отец жил в Японии, он писал стихи для матери Каур, которая, кстати, занималась живописью. Каур вспоминала, что поэзия была постоянным аспектом её веры, духовности и повседневной жизни: «Были вечера, когда мой отец часами сидел и анализировал один стих». В детстве Каур смущалась акцента полученного от матери и пыталась дистанцироваться. Каур вообще стеснялась своей личности. Её отношения с родителями, в частности с матерью, стали неспокойными в подростковом возрасте. В детстве она была свидетелем того, как родственники и друзья подвергались домашнему насилию или сексуальному надругательству; наблюдая, как её родители подвергались расизму, она полагала, что это привело к её скрытному поведению. Окружение, в котором она росла, привело к развитию того, что она попадала на волну «постоянного режима выживания».
В течение нескольких лет она исполняла киртан и индийскую классическую музыку и надеялась стать модельером, хотя её отец отказал ей в обучении. Каур также стремилась стать космонавтом или социальным работником; её амбиции часто менялись. Она проявляла интерес к чтению с раннего возраста — вырезая и вставляя слова в тандеме с изображениями и украшая стихи рисунками, ощущая, что это облегчает её одиночество. Её интересу мешало то, что она использовал английский как второй язык, впервые выучив его в 10 лет.
Первоначальное отвращение к английскому означало, что Каур какое-то время фактически молчала. На протяжении обучения в средней школе она участвовала в конкурсах речи, победа в одном из которых, в седьмом классе, помогла ей получить прогресс и надежду, несмотря на изоляцию и издевательства. По словам Каур, она была легкой мишенью для насмешек из-за её внешнего вида и уязвимости. Уверенность в себе начала расти после шестого класса, и именно писательство привело её к «обретению голоса». Она пережила апогей своего образования в старших классах школы, когда она получала, по её мнению, токсичную заботу. Она почувствовала облегчение, когда ушла от людей, которые, по её словам, были «очень опасны для неё».
Она изучала риторику и профессиональное письмо в Университете Ватерлоо; она преподавала письмо для старшеклассников и учащихся колледжей, пока сама училась. Изучая стихи, она «мучилась над каждым словом»

## Карьера

### Ранние работы (2009—2013)
Каур впервые начала выступать с поэзией в 2009 году. Она назвала разговорную поэзию «очень естественной», описав свое первое выступление как «чертово объятие», она возилась с бумагой над своим лицом и уходила из-за волнения даже до того, как аудитория начинала хлопать. Поначалу её поэзия была принята не слишком радушно, ей говорили, что она слишком агрессивна для определённых кругов или заставляет некоторых людей чувствовать себя некомфортно. «Многие люди, окружавшие меня на первых порах, считали, что это просто смешно». Каур начала писать, пытаясь выразить свою личную травму: она только что пережила жестокие отношения, и это повлияло на её решение выступать с поэзией. В университете она стала писать более рефлексивно, чем раньше: раньше она писала о мальчиках, которые ей нравились, и о политических изменениях, которые она хотела бы видеть в мире. Каур часто конфликтовала с родителями из-за своего выбора заниматься поэзией.
На протяжении всей старшей школы Каур делилась своими текстами анонимно. Она взяла сценическую фамилию Каур, потому что "Каур — это имя каждой сикхской женщины, призванной искоренить кастовую систему в Индии, — и я подумала, не будет ли это вдохновляющим, если молодая Каур увидит свое имя в книжном магазине? ". С 2013 года она начала публиковать свои работы без псевдонима на Tumblr, а в 2014 году перешла в Instagram, где начала добавлять простые иллюстрации. Примерно в это время она начала приобретать культовую популярность, и иногда на её выступлениях присутствовало по 600 человек. Её первое стихотворение, опубликованное в Instagram, посвящено жене, которая справляется с алкоголизмом своего мужа; она описала этот опыт как катарсический.

### Milk and Honey(2014—2016)
После ряда неудачных заявок на опубликование в литературных антологиях и журналах, Каур 4 ноября 2014 года самостоятельно опубликовала на Createspace свою первую книгу, «Молоко и мёд» (англ. Milk and Honey), над которой она начала работать в 18 лет. Она писала стихи «исключительно для себя, не предполагая создания концепции книги», и продала более 10 000 экземпляров. Каур вспоминает, что она не решалась подавать свои работы в журналы, потому что «было ощущение, что я разбираю свою книгу на части и её элементы бросаю на разные стены, надеясь, что они прилипнут».

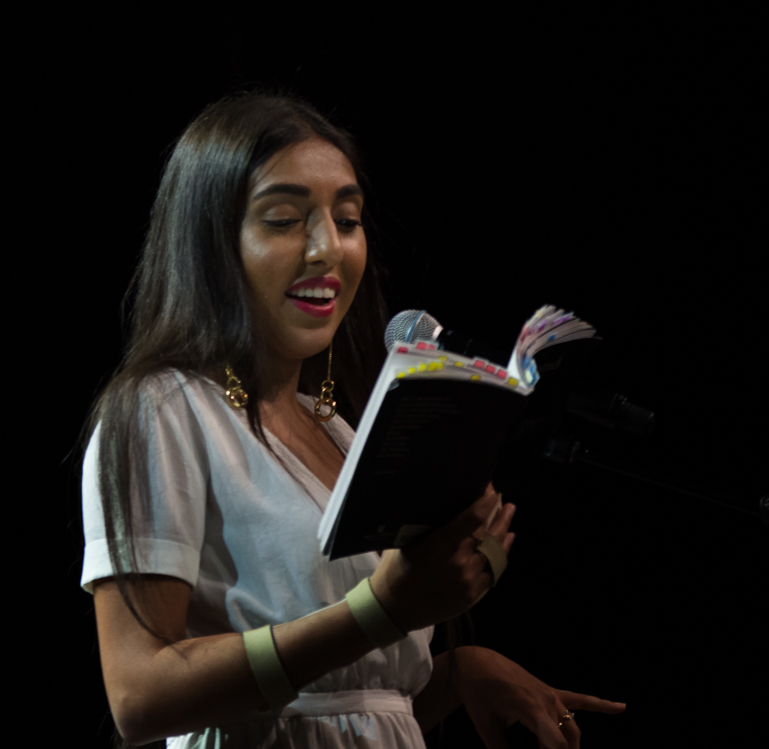
Каур читает отрывок « Milk and Honey»

В марте 2015 года в рамках своего университетского проекта по фотографии, Каур, намереваясь бросить вызов распространённым в обществе менструальным табу и объективации женщин, разместила в Instagram серию фотографий, на которых она запечатлена с пятнами менструальной крови на одежде и простынях. Интернет-тролли преследовали Каур из-за фотографий, которые дважды удалялись за несоответствие условиям обслуживания сайта; Каур утверждала, что её не уведомили заранее и не объяснили причину, так она раскритиковала цензуру как женоненавистническую и подтверждающую то, что её пыталась осудить — считая этот акт «нападением на её человечность». Instagram извинился и вернул изображения, сославшись на ошибочное удаление.
Её ответ стал вирусным, благодаря чему у Каур появилось больше последователей, и к последующему росту популярности её стихов. Позже она пожалела о том, что написала свой ответ, обнаружив, что широко распространенное пренебрежение повлияло на её психическое здоровье, она испытывала тревогу, которая «возникла и никогда не уходила», и в течение некоторого времени она даже думала о самоубийстве. В том же году она написала 10 глав ещё неопубликованного романа.
Когда Каур стала известной в социальных сетях, издание «Milk and Honey» было переиздано издательством Andrews McMeel Publishing, где она впервые увидела её работу вместе с редактором. Книга стала «блокбастером», и на 2017 год было продано 2,5 миллиона копий по всему миру и переведено на 25 языков — в том же году она стала самой продаваемой книгой в Канаде. Во время чтения стихов в 2015 году Каур, увидев очередь своих поклонников, простирающуюся на четыре квартала, полностью осознала масштабы своей аудитории и в результате стала более уверенной в своих стихах. В следующем году она выступила с TED Talk. Кирсти Мелвилл, издатель и президент AMP, считает, что успех книги получен благодаря крепкой связи Каур с её читателями.
В возрасте 22 лет она наняла семь человек, чтобы они помогали ей, как часть компании, которую она основала. Во время написания работ, её команда обычно управляла её социальными сетями.

### Солнце и её цветы(2017—2019)
После трехмесячной поездки в Калифорнию и в том же году, когда она была введена в Аллею славы искусств в Брэмптоне, 3 октября 2017 года была опубликована вторая книга Каур «Солнце и её цветы» (англ. The Sun and Her Flowers) Она рассматривает это как «одно длинное непрерывное стихотворение, которое продолжается на 250 страницах», «которое, хотя и зародилось в Instagram, является концепцией, которая зависит от того, чтобы оно было связано». По состоянию на 2020 год книга была продана тиражом более миллиона экземпляров и переведена на несколько языков. В 2018 году она заработала почти 1,4 миллиона долларов на продаже стихов. В том же году она выступила на литературном фестивале в Джайпуре: «Как будто я всю жизнь ждала этого момента. Это был мой единственный спектакль, где я не нервничала. Толпа была энергичной.»
Путешествуя по миру, она испытала чувство депрессии и беспокойства . Процесс создания «Солнца и её цветов» повлиял на её психическое здоровье. Она пережила месяцы писательского затора и разочарования в своей работе, в конечном итоге назвав свое создание : «величайшим челленджем в её жизни». После его выхода она справилась с чувством выгорания, написав в ответ стихотворение «Вневременное». Эти чувства начали утихать, поскольку она рассматривала их как преходящие — чему способствовала Большая Магия Элизабет Гилберт, которая, по её словам, «спасла ей жизнь».  К началу 2019 года она начала курс терапии, чтобы облегчить депрессию и тревогу.
В том же году Penguin Classics поручила ей написать вступление к новому изданию «Пророка» Калила Джебрана в ожидании того, что эта книга станет общественным достоянием в Соединенных Штатах и будет представлена на Лондонской книжной ярмарке. Каур считает Джебрана влиятельным и окрестила Пророка своей «библией жизни».

### Домашнее тело(с 2020 г. по настоящее время)
Каур выпустила свой новый сборник стихов под названием Home Body 17 ноября 2020 года. В сборник вошли иллюстрации Каур, и он стал одним из самых продаваемых сборников 2020 года. Намереваясь чувствовать меньшее давление из-за мыслей о коммерческой прибыли, Каур обратилась за советом к коллегам-авторам — почувствовав синдром самозванца во время его создания из-за успеха Milk and Honey. Она начала работать в 2018 году, в период борьбы с депрессией.
Во время пандемии COVID-19 Каур вернулась в дом своих родителей в Брэмптоне и начала проводить семинары в Instagram Live из-за одиночества и страха, а также желания общаться со своей аудиторией. Своим ученикам она советует естественный и терапевтический подход к письму.
Она самостоятельно выпустила специальный выпуск стихов, Rupi Kaur Live, состоящий из поэтических чтений и анекдотов, сопровождаемых визуальными эффектами и музыкой, в апреле 2021 года, после того, как стриминговые сервисы отклонили его — Каур признала, что это была нетипичная перспектива. К августу того же года он был выпущен на Amazon Prime в ограниченном количестве. Объясняя импульс, Каур вспомнила, как она разделила перформанс и прозу, пытаясь скрыть первое, и как её возможный союз двух стилей «возможно в 2016 году» позволил шоу состояться. В 2021 году она выступила в рамках трибьюта для Джека Лейтона.

## Мастерство и влияния
Поскольку в письме Гурмукхи отсутствует концепция разделения на прописные и строчные буквы, её работа написана исключительно строчными, она использовала только точку в качестве формы пунктуации; Каур пишет так, чтобы чтить язык панджаби. Она сказала, что ей нравится «равноправие» букв и что стиль отражает её мировоззрение. Опыт изучения английского языка после переезда в Канаду и изучения поэзии повлиял на её стиль письма, впоследствии сделав её работы доступными, особенно для читателей, изучающих английский язык. Каур подчеркнула связь своей поэзии с культурой Южной Азии — до такой степени, что ей надоело, чтобы западные читатели полностью её понимали.
Её стихи часто завершаются либо заключительной строкой, выделенной курсивом, которая или идентифицирует аудиторию, или формулирует тему, либо её именем В своей статье для The Globe and Mail Таджа Исен охарактеризовала это как «ход торговой марки» Каур и сравнила его с использованием хэштега. Стиль Каур варьируется от афористического, вдохновляющего и конфессионального, хотя её стихи не «на 100 процентов автобиографичны» — вымышленные элементы часто непрозрачны с точки зрения их подлинности. Активизм её отца, который в детстве приобщал Каур к протестам, вдохновил её на политический характер её стихов.

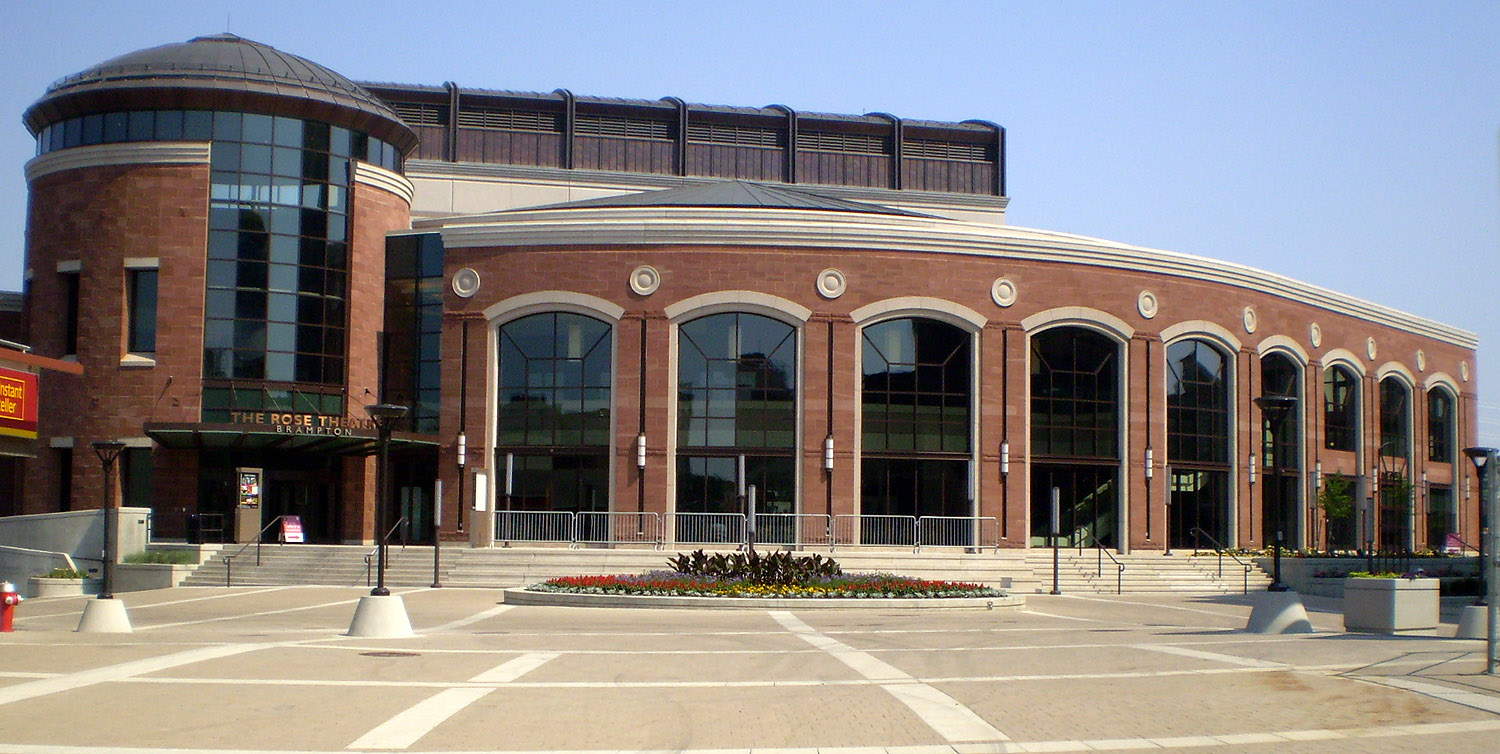
Театр Роз, где Каур регулярно исполняет свои стихи

Процесс написания начинается с того, что она начинает на бумаге, а затем переносит «наиболее перспективный» материал в расширенный документ Microsoft Word. Он сохраняется после того, как она сузит стихотворение до основных элементов и получит одобрение от своей сестры. Поскольку она относится к написанию стихов как к «форме исцеления», она не принимает во внимание аудиторию, ценя только свой отклик и участие. Во всех своих проектах она поддерживает «полный творческий контроль», внося свой вклад в такие аспекты, как обложка и различные детали своих книг. Каур сказала, что она подходит к своей поэзии, как к ведению бизнеса, рассматривая сцену как место, где полностью достигаются её амбиции. В контексте производительности использование разрывов строк и точек обозначает, где она будет делать паузу и где будет представлена новая идея, соответственно.
Фокус её письменных стихов заключен в оформлении страницы, а выступления — в рифме, рассказе и подаче. Она выступает в певучей манере, иногда вместе со зрителями. Кэрол Маске-Дьюкс подчеркнула, что, будучи «перформативным поэтом», Каур продолжает традицию «разыгрывания перформанса в уме». Элиза Нью обратила внимание на близость и сходство Каур с артистами разговорного жанра и хип-хопа.
Её стихи сопровождаются штриховыми рисунками — «выступающими в качестве визуальных знаков препинания» — и их сравнивают с аутсайдерским искусством и «каракулями… найденными на полях старых школьных учебников». Национальная библиотека поэзии отметила, что в «Milk and Honey» они действуют как графический роман . Стиль рисования продолжается и в «Солнце и её цветах». Её иллюстрации, сопоставленные со стихами, «поразительны» и «часто вызывают тревогу», например, в одном из них самоповреждение связывается с отчаянием. Изображения, которые появляются в её работах, включают скрученные тела, ползающие цветы и пальцы, образующие формы сердечек. Каур объяснила, что её стиль должен быть узнаваемым и напоминать бренд, как у Apple. Она создает их после написания соответствующего стихотворения.
Наряду со своими коллегами — Найирой Вахид, Ланг Лив, Варсан Шир — и другими «инстапоэтами», откровенная и свободная поэзия Каур подается в «кусочной» манере — некоторые стихи состоят всего из одной строки.. Благодаря «Солнцу и её цветам» её стихи расширились. Каур, которой не нравится термин «Instapoet», говорит, что она принадлежит к новому поколению писателей-мигрантов, поколению, которое «сидит, твитит, постит и вещает», и считается, возможно, «представителем ценностей и этноса целого поколения»… Каур сказала, что она пишет для «поколения, которое читает мои работы… Я пишу что-то правдоподобное для того поколения».
Тина Дахли и Грегори Коулз из The New York Times признали откровенный и лирический характер поэзии Каур, когда Коулз сказал, что её «бесхитростная уязвимость похожа на помесь Чарльза Буковски и Кошачьей Силы». Благодаря использованию сухого, открытого и разговорного языка, Каур, как говорят, отходит от традиционных стандартов и особенностей поэзии, которым придается большое значение, и отвергает их. Мэтью Запрудер, Бекки Робертсон из Quill &amp; Quire и Каур определили универсальность своей работы.
После «Молока и меда» она стала более избирательно относиться к публикации своей поэзии в Интернете, широко выставляя свои работы в сети, если их содержание не смущало её. «С годами я отдалилась от этого… Когда цифры стали расти, я начала слишком много думать. Я чувствовала большее давление, требуя все время быть правильной и совершенной». Аккаунт Каур в Instagram с 3,5 миллионами подписчиков, сфокусированный на «дизайне, маркетинге, творческом письме и брендинге», колеблется между фотографиями Каур и её стихами, причем особое внимание уделяется южноазиатским народам и иконографии. Взяв за основу «Солнце и его цветы», её поэтическое спецвыступление имело «неземную природную эстетику», с большими лепестками желтых цветов вокруг сцены и проекцией. После выхода «Бейонсе» (2013) она усовершенствовала свою эстетику в более стилизованной манере.

### Темы и мотивы
Каур, черпая вдохновение в себе, друзьях и матери, в своих стихах исследует проблемы, с которыми сталкиваются индийские женщины и иммигранты. В её стихах также присутствует тема женских травм и «опыт Южной Азии». Она отдаёт дань уважения своим родителям, особенно матери, в своём стихотворении «Сломанный английский». Элеонора Тай писала, что Каур своими стихами «раскрывает тонкое понимание психологических сложностей семейной жизни». Хотя её написанные и исполненные стихи рассматриваются по-разному, они разделяют одни и те же темы.
Домашнее и сексуальное насилие были в центре внимания её первых работ, а травма, связанная с изнасилованием, стала более явной после Milk and Honey. В своей ранней работе она много исследовала насилие и травмы, потому что «у неё было желание раскрыть столько глубоких эмоций и проблем, которые, как она видела, затрагивали не только её, но и так много женщин». В её стихотворении « Я забираю свое тело» рассказывается о том, как она пережила сексуальное насилие. Каур признала, что писать об этих тяжелых вещах может быть как успокоительным, так и проблемой для её психического состояния. В своих самых серьёзных изображениях домашнего насилия она пишет от второго лица, «как будто она пытается дистанцироваться от своего опыта физического насилия».
Каур использует общие культурные метафоры и мотивы (например, мёд, фрукты, вода). В «Молоке и мёде» есть темы жестокого обращения, любви, потери и исцеления. Любовь служит её основной темой. Феминизм, беженцы, иммиграция и её южноазиатская идентичность стали более заметными в «Солнце и её цветах», наряду с размышлениями о телесной дисморфии, жестоком обращении, изнасиловании и самолюбии. Каур сказала о книгах, что это «путешествия внутрь» и «наружу» соответственно; «Солнце и её цветы» имеют более широкий спектр тем. Под влиянием пандемии COVID-19 Home Body больше, чем раньше, исследует темы капитализма, производительности и психического здоровья.

## Принятие и воздействие
Кьяра Джованни из Buzzfeed News, самая популярная из «Инстапоэтов» и получившая прозвище «Опра своего поколения», отметила, что популярность Каур заставила её коллегу Казима Али назвать её, возможно, самым известным поэтом всех времен, «больше напоминает поп-звезду, такую как Ариана Гранде, чем традиционного поэта», приписывая ей доступность. Агата Френч, написавшая для Los Angeles Times, сравнила реакцию на анонс «Солнца и её цветов» со стороны большинства молодых поклонниц Каур с «пылкой преданностью фанатов Beatles» — ей приписывают «слияние поэзии и поп-культуры». Её живые выступления обычно собирают сотни посетителей, а иногда и 800 человек.
По словам Каур, её успех, который повлиял на то, что книготорговцы, взрослые американцы и молодежь стали уделять больше внимания поэзии, «демократизировал поэзию и литературу в целом».   Эрика Вагнер, считающаяся «пионером» стиля «Инстапоэт», отметила влияние Каур на то, что она назвала «самым большим общим сдвигом в привычках чтения, который мы наблюдали за последнее десятилетие». Поклонники хвалили её за то, что она написала о своей личной травме и повысила разнообразие в «преимущественно» белой литературной сцене. Её стихи были признаны «вдохновляющим центром творчества для молодых чернокожих девушек»; писательница Таня Бирн утверждала, что писатели из группы BAME должны повторить самопубликацию Каур. Её стиль «менструальной активности» стал «скорее нормой, чем исключением», и многие цветные женщины привлекли такое же внимание средств массовой информации со времен Каур.
Позже Каур призналась, что на протяжении многих лет интернет-тролли «ломали её», ранее отвергая подобные идеи. Чтобы развеять тревогу, она пришла к выводу: «Я здесь, чтобы говорить правду и общаться с читателями, и всё. В конце концов, ни один из отрицательных голосов не имеет значения». Её работы были объектом интернет-мемов, обычно в форме пародийных стихов, высмеивающих стиль письма Каур, их известность сравнивали с кустарной индустрией. В 2017 году вышла книга, пародирующая стихи Каур, под названием Milk and Vine.

### Критическая оценка

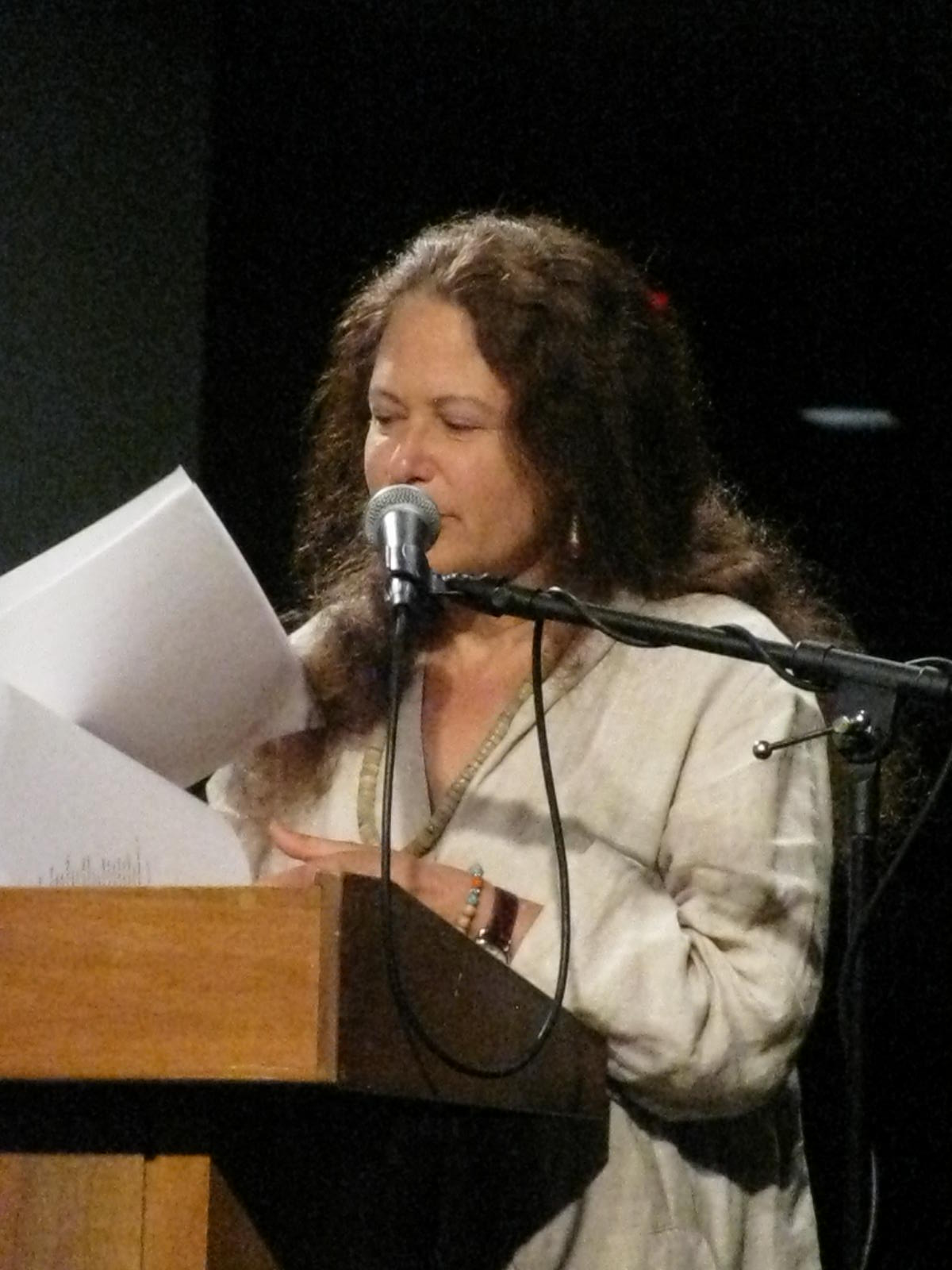
Критика со стороны Джейн Хиршфилд (на фото) о творчестве Каур.

Критики меньше хвалили творчество Каур, чем обычные слушатели. Она стала «чем-то вроде поляризующей фигуры в литературных, издательских и медийных сообществах», чьи «работы часто называют низкими или банальными или не принадлежащими к богатым традициям серьёзной поэзии». Использование ею современного жаргона вызвало гнев, и другие критические замечания о том, что её работы являются шаблонными, приглушенными, юношескими и не оказывают длительного влияния. Каур считает, что её работу нельзя «полностью рассмотреть или критиковать через белые линзы или западные». По словам Али, «в адрес Каур не поступало никакой критики, которая не была бы направлена аналогичным образом в адрес „настоящих поэтов“», со ссылкой на Мэри Оливер, Джейн Хиршфилд, Шэрон Олдс и Люсиль Клифтон.
Ребекка Уоттс раскритиковала популярность и доступность её стихов, охарактеризовав их как «бесхитростные» и характеризуемые «открытым очернением интеллектуальной вовлечённости и отказом от ремесла». Прия Хайра-Хэнкс, писавшая для The Guardian, отметила, что доступность Каур часто приводит к чрезмерной простоте. Изен пренебрежительно отзывалась о том, что она считала чрезмерно объяснительным стилем, особенно при исполнении, поскольку «запоздалое навязывание ритма» не раскрывает композиционных недостатков. Карл Уилсон и Хайра-Хэнкс утверждали, что основной успех и личная принадлежность Каур способствовали тому, что люди игнорировали её работу. Поэзия Каур и её статус поэта были приукрашены и признаны неаутентичными; это восприятие было осуждено.
Вахид и Шир, находившиеся под влиянием Каур, обвинили её в плагиате. Утверждения сторонников Вахида основаны на отсутствии пунктуации и использовании мёда в качестве метафоры. Каур отрицает утверждения о плагиате, предполагая, что похожие темы и использование мёда — «побочный продукт нашего времени».
В 2017 году BBC и Vogue включили Каур в свои списки женщин года; Quill & Quire выбрали «Солнце и её цветы» в свой ежегодный список лучших книг. В следующем году она была включена в бесплатные списки молодых художников Forbes и Elle. В 2019 году The New Republic назвали Каур «писательницей десятилетия» из-за её влияния на поэзию; Это привело к спорам о том, была ли награда заслуженной, а также о её работе в целом.

## Работы
Книги
- Молоко и мед (2014)
- Солнце и её цветы (2017)
- Домашнее тело (2020)

Статьи
- История показывает, что в Пенджабе всегда были тираны. Моди ничем не отличается Архивная копия от 29 января 2022 на Wayback Machine. (2020)

## Комментарии
1. ↑  Kaur has described the name Singh as "the overarching last name" for her family.[13]
2. ↑  In Canada, Kaur was credited by industry analyst BookNet with an increase in poetry sales in 2017, and, in the United Kingdom, Kaur was also credited with an increase in poetry sales seen in 2017.[81][82]
3. ↑  Kaur also credits Instagram with the perceived democratsation of poetry, feeling that her working class and racial background wouldn't allow her to be published otherwise.[83]
4. ↑  Various feminist artists defended Kaur when her menstrual photographs were taken down.[88]